# Christian Friedrich von Wangelin
Christian Friedrich von Wangelin (* 18. Juli 1682 auf Gut Alt Schwerin in Mecklenburg; † 6. Januar 1755) war ein königlich dänischer Generalleutnant und zuletzt Chef des Oldenburger National Infanterie-Regiments.

## Leben
Wangelin, Sohn von Friedrich Christoph von Wangelin (1643–1695) und dessen Ehefrau Anna Catharina von Hahn (* nach 1662; † 1731), wurde am 3. September 1701 Fähnrich der Leibgarde, am 1. August 1702 Seconde-Lieutenant und am 3. Mai 1704 Premier-Lieutenant. Während des Großen Nordischen Krieges kämpfte er am 10. März 1710 in der Schlacht bei Helsingborg, dort wurde er verwundet und geriet in Gefangenschaft. Am 2. April 1712 wurde er Generaladjutant des Grafen Erhard Friedrich von Wedel-Jarlsberg. Im Dezember 1715 kam der unter schwedischem Kommando kämpfende Hauptmann (Capitain) Christian Friedrich Wangelin bei der Belagerung von Stralsund wiederum in Gefangenschaft. Eine weitere Station seiner Offizierskarriere erfolgte am 5. Juli 1717, als Wangelin Generaladjutant des Generalleutnants Eynden wurde. Am 15. September 1719 wurde er Premier-Major und erhielt den Charakter eines Oberstleutnants des Marine-Regiments. Am 5. April 1720 wurde er wirklicher Oberstleutnant. Als es 1727 zu Streitigkeiten zwischen der Stadt Emden und dem Fürstenhaus in Ostfriesland kam, bat der Fürst um dänische Hilfe. Der dänische König schickte daraufhin Oberstleutnant Wangelin mit drei Kompanien nach Ostfriesland.
Am 2. Januar 1731 erhielt er den Charakter eines Obersts. Aber es dauerte noch bis zum 11. Dezember 1733, bis er zum wirklichen Oberst befördert wurde, zudem wurde er Chef des Fünschen National Infanterie-Regiments. Am 26. März 1737 wurde er zum Chef des Oldenburger National Infanterie-Regiments ernannt, das aber erst am 31. Mai 1737 offiziell aufgestellt wurde. Am 15. Juni 1742 wurde er zum Generalmajor und am 31. März 1752 zum Generalleutnant ernannt. Am 4. September 1752 erhielt er den Danebrog-Orden (Devise: Gott und dem König). Im August 1754 suchte er um seinen Abschied nach, dazu wollte er eine Pension von 600 Reichstalern, da er alleine von seinen Gütern nicht leben könne. Dieser Antrag wurde aber abgelehnt. Der Generalleutnant starb im Januar 1755.

### Wangelinsches Witwenstift

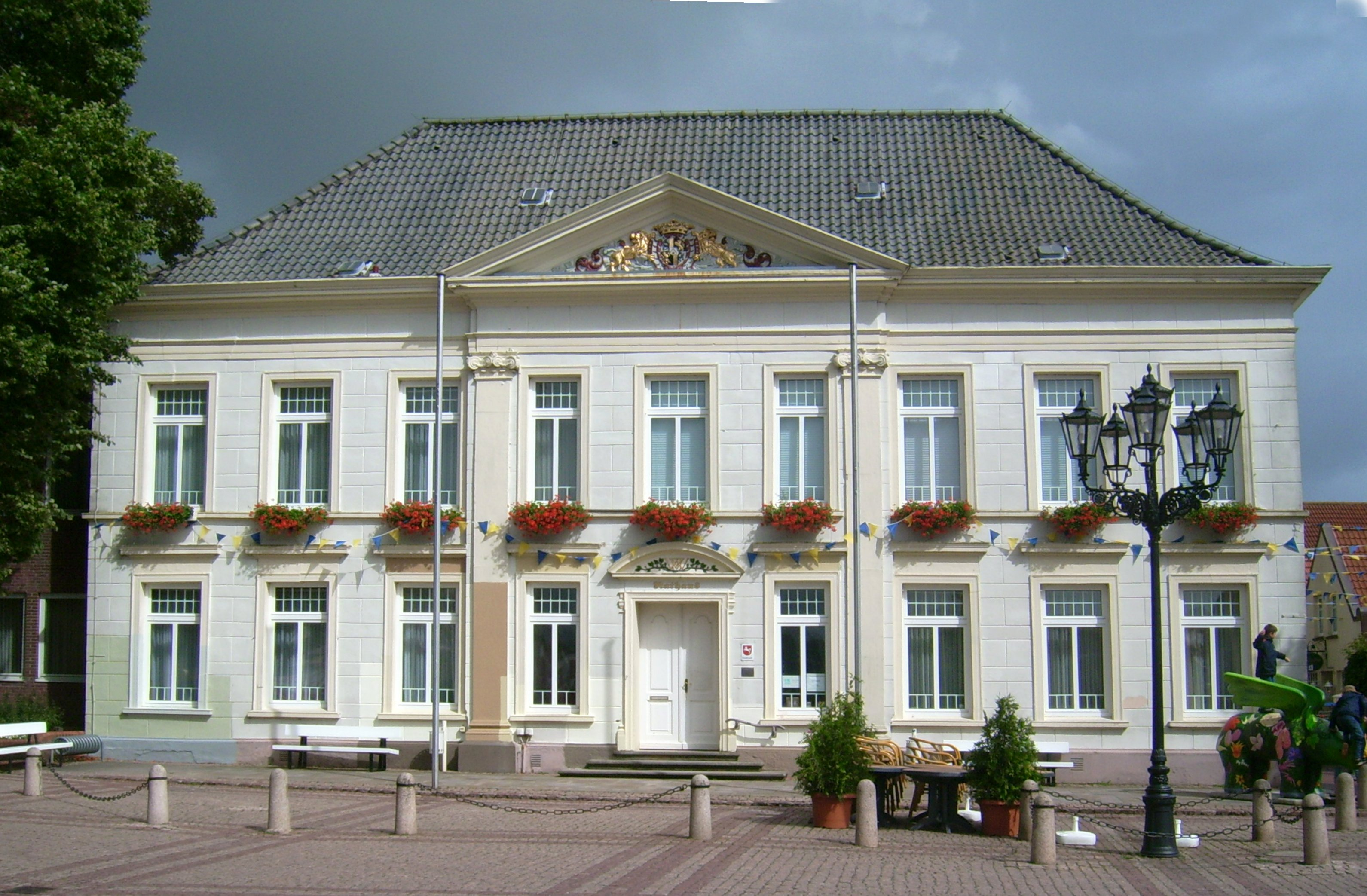
Ehemals Wangelinscher Witwenstift, heute Rathaus

Er heiratete 1728 Adelheit Auguste von Heespen, die Tochter des fürstlichen ostfriesischen Regierungsrats Wilhelm von Heespen (1669–1742) / Die Ehe blieb ohne Kinder. Daher stiftete die Witwe am 28. Januar 1756 für die Familien von Wangelin, von Oldenburg, von Heespen und Tammena, das Wangelinsche Witwenstift. Es sollten nur Witwen aufgenommen wurden, deren Männer wenigstens den Hauptmannsrang besaßen, wenn die Witwen nicht aus eigenem Vermögen mehr als 200 Taler jährliches Einkommen hätten. Zu der Stiftung gehörte ein Haus am Marktplatz, mit bis zu vier Wohnungen für Damen. Drei davon wohnten im Hauptgebäude, die vierte in einem Nebengebäude dem sogenannten kleinen Stift. Jede Witwe hatte ihren eigenen Haushalt nebst einem Teil des Gartens und 200 bis 300 Taler jährliche Einkünfte, die sich aus dem Pachtpreise der Ländereien ergaben. Die Stiftung bestand aus den beiden erwähnten Häusern mit einem großen Garten, zwei ansehnlichen Bauernhöfen mit adeligen Gerechtsamen, dem alten Häuptlingshaus von Berdum und Folkertshausen (Neuharlingersiel), verschiedenen Stückländern Grundheuern und einigen Anlagen. Die Direktion führen der jedesmalige Generalsuperintendent von Ostfriesland und der männliche Senior der Familie in der Provinz.